# 耶律普速完
耶律普速完（？—1177年）是遼仁宗耶律夷列的妹妹，為西遼第四任統治者。仁宗在1163年死後，其子尚年幼，遺詔由其妹耶律普速完權理國事，臨朝稱制，並改元崇福，號承天太后，菊兒汗。
耶律普速完在位期間，契丹帝國開始新一輪軍事擴張。崇福三年冬（1165年），西遼軍隊同西喀喇汗國攻佔了呼囉珊地區烏古斯人的八剌黑和安德胡伊。
崇福九年（1172年），西遼軍隊向西進攻停止納貢的花剌子模王朝沙阿伊尔·阿尔斯朗，大破花剌子模軍並生擒統帥，阿爾斯朗病死。花剌子模由此陷入阿爾斯朗的兒子對統治權的爭鬥。承諾重啟對西遼的納貢後，在耶律普速完丈夫蕭朵魯不軍隊的支持下，阿爾斯朗長子塔乞失戰勝弟弟苏丹·沙赫成為花剌子模沙阿。1174年，得知花剌子模再次拒絕納貢並斬殺西遼使團（塔乞失揚言殺盡國內的西遼人）後，耶律普速完扶植蘇丹·沙赫佔領花剌子模東半部。
她與丈夫之弟蕭樸古只私通，把丈夫改封為東平王，後來又殺了他。崇福十四年（1177年），蕭朵魯不之父蕭斡剌以兵圍其宮，射殺普速完及樸古只沙里。仁宗子耶律直魯古即位，是為西遼末帝。
中國歷朝的臨朝稱制，皆為皇太后、皇后在君主因故無法理朝時的一種權宜之計（也有例外，如武則天曾與唐高宗並稱二聖並臨朝聽政），但耶律普速完是中國歷史上唯一一個以先朝公主與當朝君主姑母的身分臨朝稱制者，可為前無古人、後無來者。耶律普速完稱制時，又更改年號，在實質意義上已經得到等同君王的待遇和地位。